# Convenio de Faro
El Convenio Marco del Consejo de Europa sobre el Valor del Patrimonio Cultural para la Sociedad, más conocida como Convenio de Faro, es un tratado multilateral del Consejo de Europa por el cual los Estados se comprometen a proteger el patrimonio cultural y los derechos de los ciudadanos a acceder y participar en dicho patrimonio.

## Contenido
El Convenio de Faro establece derechos y responsabilidades hacia y para el patrimonio cultural, explícitamente en el contexto del artículo 27 de la Declaración de Derechos Humanos de las Naciones Unidas que garantiza el derecho "a participar libremente en la vida cultural de la comunidad".
El artículo 1° del Convenio establece que "los derechos relativos al patrimonio cultural son inherentes al derecho a participar en la vida cultural". El artículo 4° establece que "toda persona... tiene derecho a beneficiarse del patrimonio cultural y a contribuir a su enriquecimiento".
El Convenio también se centra en promover la sostenibilidad, el acceso y el uso de la tecnología digital en el contexto del patrimonio cultural.

## Conclusión y entrada en vigor
El Convenio se celebró y firmó el 27 de octubre de 2005 en Faro, Portugal. El signatario más reciente fue Suiza en marzo de 2020. Entró en vigor el 1 de junio de 2011 tras ser ratificado por diez estados.

## Estados parte
A diciembre de 2020, el tratado ha sido ratificado por los siguientes 20 estados:
- Armenia
- España
- Austria
- Bosnia y Herzegovina
- Croacia
- Finlandia
- Georgia
- Hungría
- Italia
- Letonia
- Luxemburgo
- Moldavia
- Macedonia del Norte
- Montenegro
- Noruega
- Portugal
- Serbia
- Eslovaquia
- Eslovenia
- Suiza
- Ucrania